# ريتشارد الثالث (دوق نورماندي)
ريتشارد الثالث (بالإنجليزية: Richard III, Duke of Normandy)‏ (و. 1001 – 1027 م) هو دوق نورماندي الذي حكم من أغسطس 1026 إلى أن توفي عن عمر يناهز 26 عاماً.

## مناصب
تولى منصب دوق نورماندي.